# Tamara Kalinowska
Tamara Kalinowska z domu Kowalska (ur. 6 sierpnia 1960 w Bielsku-Białej) – polska kompozytorka i pieśniarka, artystka kabaretu literackiego „Piwnica pod Baranami”. Siostra kompozytora Zbigniewa Preisnera.
Urodziła się w Bielsku-Białej w 1960. Dzieciństwo spędziła w Bobowej, a dokładniej w Brzanie Górnej, w gminie Bobowa (obecnie województwo małopolskie).
Ukończyła Uniwersytet Ludowy w Wierzchosławicach koło Tarnowa. Do „Piwnicy pod Baranami” zaproszono ją gdy była studentką pierwszego roku Uniwersytetu Jagiellońskiego w Krakowie, jako laureatkę Festiwalu Studenckiej Piosenki. Przyjęto ją od razu do stałego zespołu. Do Piwnicy przyniosła dwie piosenki: „Wariatkę” i „Walc”. Absolwentka pedagogiki kulturalno-oświatowej Uniwersytetu Jagiellońskiego.
Współpracowała również z Antonim Krauze – reżyseria 9 teledysków ze wszystkimi piosenkami w jej wykonaniu.